# Bali Padda
Bali Padda (født 1956) er en indiskfødt brite, der er ledende medarbejder i A/S Lego, hvor han har været ansat siden 2002. I 2017 afløste han Jørgen Vig Knudstorp som administrerende direktør for legetøjskoncernen, mens Knudstorp blev arbejdende bestyrelsesformand. Han var den første ikke-danske leder af Lego i firmaets historie.
Blot otte måneder senere blev han dog afløst af den tidligere Danfoss-direktør Niels B. Christiansen; efter Knudstorps udtalelse skyldtes det Paddas alder, idet firmaet havde brug for en leder med længere perspektiv. Padda blev efterfølgende overflyttet til en rådgivende funktion.